# Волков, Аркадий Николаевич
Арка́дий Никола́евич Во́лков (1854 — 1919) — генерал от инфантерии, постоянный член Главного военного суда.

## Биография
Православный.
В 1873 году окончил 2-е военное Константиновское училище, откуда был выпущен подпоручиком с зачислением по армейской пехоте и прикомандированием к лейб-гвардии Финляндскому полку. В следующем году был переведён в полк чином прапорщика гвардии.
Чины: подпоручик (1877), поручик (1878), штабс-капитан (1883), капитан (1884), подполковник (1886), полковник (1890), генерал-майор (за отличие, 1900), генерал-лейтенант (за отличие, 1907), генерал от инфантерии (1915).
Участвовал в русско-турецкой войне 1877—1878 годов, был награждён орденами Св. Анны 4-й степени и Св. Станислава 3-й степени с мечами и бантом. С 1 января 1879 года Ахиоло-Месемврийский окружный начальник, с 22 апреля по 31 мая 1879 года — Ахиоло-Месемврийский комендант.
В 1883 году окончил Александровскую военно-юридическую академию по 1-му разряду. 25 марта 1884 года назначен военным следователем Кавказского военно-окружного суда. 21 апреля 1890 года назначен помощником военного прокурора того же суда, а 23 мая 1892 года возвращён на должность военного следователя. 1 декабря 1895 года назначен военным судьёй того же суда, каковую должность занимал до 19 октября 1904 года.
Во время русско-японской войны заведовал военно-судной частью при командующем 2-й Маньчжурской армией.
11 ноября 1905 года назначен военным прокурором Одесского военно-окружного суда. 14 августа 1906 года назначен председателем Иркутского военно-окружного суда, 13 февраля 1907 года переведён на ту же должность в Кавказский военно-окружной суд, а 24 октября 1908 года — на ту же должность в Киев. 4 августа 1911 года назначен постоянным членом Главного военного суда. 6 декабря 1915 года произведён в генералы от инфантерии.
31 марта 1917 года, после Февральской революции, был уволен от службы по прошению. 11 марта 1919 года расстрелян большевиками в Киеве во время Красного террора.

## Награды
- Орден Святой Анны 4-й ст. (1878)
- Орден Святого Станислава 3-й ст. с мечами и бантом (1878)
- Орден Святой Анны 3-й ст. (1885)
- Орден Святого Станислава 2-й ст. (1891)
- Орден Святой Анны 2-й ст. (1894)
- Орден Святого Владимира 4-й ст. (1899)
- Орден Святого Владимира 3-й ст. (1903)
- Орден Святого Станислава 1-й ст. (1905)
- Орден Святой Анны 1-й ст. (1908)
- Орден Святого Владимира 2-й ст. (1911)
- Орден Белого Орла (ВП 6.12.1913)
- Орден Святого Александра Невского (ВП 6.12.1916)